# Schubkuifdwergtiran
De schubkuifdwergtiran (Lophotriccus pileatus) is een zangvogel uit de familie Tyrannidae (tirannen).

## Verspreiding en leefgebied
Deze soort komt voor van Costa Rica tot Venezuela en Peru. Er zijn vijf ondersoorten:
- L. p. luteiventris: van Costa Rica tot oostelijk Panama.
- L. p. santaeluciae: noordoostelijk Colombia en noordelijk Venezuela.
- L. p. squamaecrista: westelijk Colombia, centraal en westelijk Ecuador en noordwestelijk Peru.
- L. p. pileatus: van oostelijk Ecuador tot centraal Peru.
- L. p. hypochlorus: zuidoostelijk Peru.

## Status
De grootte van de populatie is in 2019 geschat op 0,5-5 miljoen volwassen vogels. Op de Rode lijst van de IUCN heeft deze soort de status niet bedreigd.